# HD 110716
HD 110716，又名CP-68 1745，SAO 252012、HR 4841，是一颗恒星，视星等为6.16，位于銀經302.35，銀緯-5.97，其B1900.0坐标为赤經12h 38m 52.9s，赤緯-68° -5.97′ 59″。